# 伊敏诺夫·哈米提
伊敏诺夫·哈米提（1924年—1990年4月），男，维吾尔族，新疆喀什人，中华人民共和国政治人物。

## 生平
1946年7月到1949年9月，历任新疆民族军排长、连长、指导员、侦察股长、营长等职务。1950年5月，加入中国共产党。1954年，当选第一届全国人民代表大会代表，担任第一届全国人民代表大会民族委员会委员。
1990年，伊敏诺夫·哈米提逝世。